# Johann Baptist Kraus (Benediktiner)

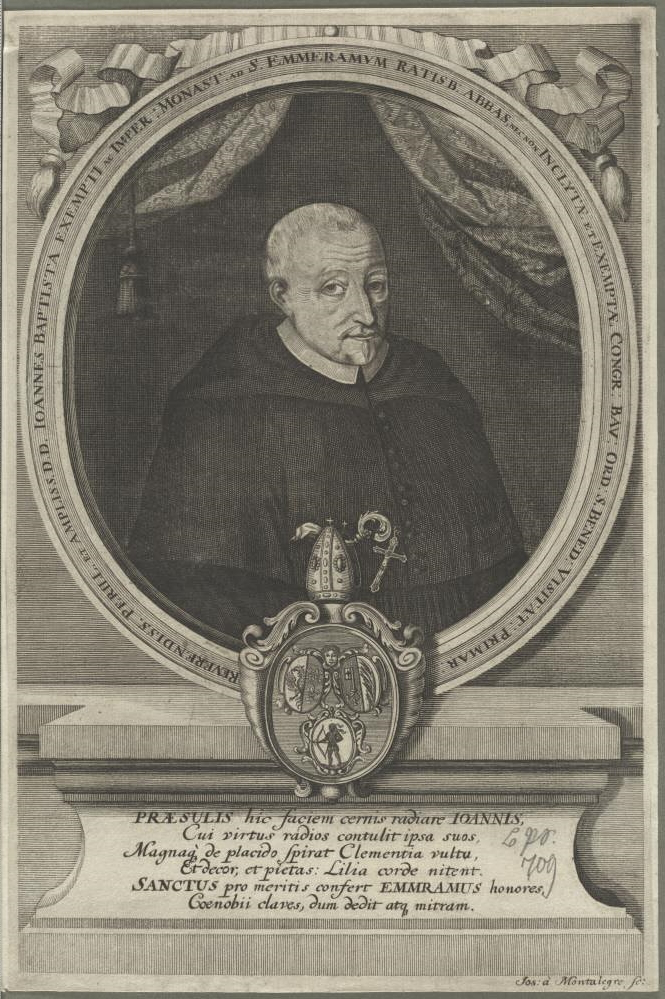
Fürstabt Johann Baptist

Johann Baptist Kraus OSB (geboren als Joseph Emmeram Wolfgang Kraus, auch Johann Baptist Krauß; * 12. Januar 1700 in Regensburg; † 14. Juni 1762 im Kloster Sankt Emmeram) war Benediktiner und von 1742 bis 1762 Fürstabt des Klosters Sankt Emmeram.

## Leben und Wirkung
Kraus besuchte das Jesuitengymnasium St. Paul in Regensburg. Nach seinem Eintritt in die Reichsabtei Sankt Emmeram im Jahr 1715 legte er am 16. November 1716 die Ordensgelübde ab. Seine theologische Ausbildung erhielt er in den Klöstern Michelfeld, Oberaltaich und in St. Emmeram, von 1721 bis 1723 studierte er in Paris bei den Maurinern in der Abtei Saint-Germain-des-Prés Geschichte und alte Sprachen. 1724 erhielt er die Priesterweihe, fortan war er als Lehrer und Priester tätig. Ab 1730 war er für die wirtschaftlichen Belange des Klosters zuständig und ließ Kirche und Bibliothek baulich erneuern. Heute befindet sich darin die Fürst Thurn und Taxis Hofbibliothek und Zentralarchiv. Am 24. Oktober 1742 wurde er zum Fürstabt der Abtei gewählt.
Kraus veröffentlichte anonym in der Druckerei des Stifts verschiedene Streitschriften zum Westfälischen Frieden. Er schrieb den katholischen Landesherren das Recht zur Reformation zu und war gegen eine Duldung der Protestanten. Formulierungen dieser Schriften veranlassten die Hofadministration des Kaisers, die Einstellung der Veröffentlichungen zu verlangen. Kraus ließ einen Katalog der Stiftsbibliothek drucken.

## Werke
- Catalogus religiosorum professorum monasterii S. Emmerami, 1744
- Ratisbona monastica. Oder Mausoleum, herrliches Grab des bayerischen Apostels und Blutzeugen Sankt Emmerami, nebst der Historie vom Ursprung dieses Closters. Regensburg 1752, doi:10.17192/eb2010.0168 (ursprünglich von Abt Coelestin Vogl 1680 verfasst und von Kraus fortgeführt).
- Liber probationum sive bullae summorum pontificum ... quae ad historiam monasterii et principalis ecclesiae S. Emmerami Ratisbonae maxime spectant, 1752
- De ortu et libertate monasterii S. Emmerami, 1755
- De exemptione et libertate imperiali monasterii S. Emmerami, 1755
- Grund-Riß des sogen. Juris Reformandi, 1757